# Putineiu (okręg Giurgiu)
Putineiu – wieś w Rumunii, w okręgu Giurgiu, w gminie Putineiu. W 2011 roku liczyła 1332 mieszkańców.